# Novi Iskar
Novi Iskar (tiếng Bulgaria: Нови Искър) là một thị trấn thuộc thủ đô Sofia, Bungaria. Dân số thời điểm năm 2011 là 14654 người.

## Dân số
Dân số trong giai đoạn 2004-2011 được ghi nhận như sau:
| Năm | 2004  | 2005  | 2006 | 2007  | 2008  | 2009  | 2010  | 2011  |
| --- | ----- | ----- | ---- | ----- | ----- | ----- | ----- | ----- |
| Dân số | 13773 | 13937 | 2942 | 13973 | 13984 | 13953 | 13855 | 14654 |
| From the year 1962 on: No double counting—residents of multiple communes (e.g. students and military personnel) are counted only once. |       |       |      |       |       |       |       |       |